# Биджанское сельское поселение
Биджанское се́льское поселе́ние — муниципальное образование в Ленинском районе Еврейской автономной области Российской Федерации.
Административный центр — село Биджан.

## История
Статус и границы сельского поселения установлены законом Еврейской автономной области от 26 ноября 2003 года № 231-ОЗ «О статусе и границе Ленинского муниципального района»

## Население
| 2010  | 2011  | 2012  | 2013  | 2014  | 2015  | 2016  |
| ----- | ----- | ----- | ----- | ----- | ----- | ----- |
| 3959  | ↘3921 | ↘3787 | ↘3737 | ↘3661 | ↘3603 | ↘3520 |
| 2017  | 2018  | 2019  | 2020  | 2021  | 2023  |       |
| ↘3418 | ↘3378 | ↘3322 | ↘3258 | ↘2881 | ↘2778 |       |

## Состав сельского поселения
| № | Населённый пункт | Тип населённого пункта       | Население |
| - | ---------------- | ---------------------------- | --------- |
| 1 | Башмак           | село                         | ↘559      |
| 2 | Биджан           | село, административный центр | ↘1635     |
| 3 | Венцелево        | село                         | ↘383      |
| 4 | Кирово           | село                         | ↘227      |
| 5 | Новотроицкое     | село                         | ↘279      |
| 6 | Преображеновка   | село                         | ↘343      |
| 7 | Степное          | село                         | ↘533      |